# Сонатная форма с двойной экспозицией
Сонатная форма с двойной экспозицией (сонатная форма в концерте) — разновидность сонатной формы, применяемая в первых частях концертов для солирующего инструмента с оркестром. Использовалась со второй половины XVIII в. приблизительно до середины XIX века.

## Общие сведения
Поскольку жанр концерта ориентирован больше не на глубину содержания, а на демонстрацию виртуозных возможностей солиста, он имеет и некоторые связанные с этим особые черты формы.

## Строение

### Экспозиция
Этот тип сонатной формы подчинен идее концертирования — «соревнования», сопоставления солиста и оркестра. С этим связано наличие двойной экспозиции. Первая экспозиция исполняется только оркестром (без солиста), при этом основной является вторая, она представляет собой типичную сонатную экспозицию.
Оркестровая экспозиция имеет в целом вступительную функцию. Отсюда ряд её особенностей по сравнению с основной — бо́льшая сжатость, и проведение всех тем в основной тональности.
Сольная экспозиция может иметь новые темы в главной и побочной партиях по сравнению с оркестровой (ради усиления противопоставления оркестра и солиста). Необходимые в концертном жанре виртуозные эпизоды обычно располагаются в связующей и заключительной партиях. Перед разработкой в большинстве случаев следует оркестровая интермедия, которая закрепляет достигнутую тональность.

### Разработка
Специфика жанра накладывает свой отпечаток и на разработку. Так как её структура не закреплена, здесь открываются богатые возможности для написания виртуозных разделов, которые при этом не повредили бы целостности всей формы.

### Реприза
Реприза обычно сокращена — так как в разработке не было серьёзного развития, которое она должна уравновешивать.

### Каданс
В послеклассическом концерте каденция может располагаться в иных местах формы — например, перед репризой.

### Кода
Важный раздел сонатной формы в концерте — кода. Она обычно начинается с оркестровой интермедии (часто звучит та же интермедия, которая завершала экспозицию). Второй раздел коды — обязательная в классическом концерте виртуозная каденция солиста. Третий раздел представляет собой собственно коду (окончательное завершение и утверждение основной тональности).

## Применение
Такой тип сонатной формы повсеместно применялся композиторами венского классицизма.
В следующую за ним романтическую эпоху двойная экспозиция применяется не всегда. Это связано со стремлением композиторов преодолеть традицию жанра концерта, предполагающую виртуозную сольную партию при отсутствии глубокого музыкального содержания. Они стремились приблизить жанр концерта к сонате и даже к симфонии, в которых двойной экспозиции нет. И хотя это стремление было общим для композиторов романтизма и в итоге привело к исчезновению двойной экспозиции, такой тип формы довольно часто применялся вплоть до середины XIX века.
Двойных экспозиций нет в концертах Шумана, Листа (композиторов с ярко новаторскими идеями), но они есть в концертах Шопена, Брамса (более ориентирующихся на традицию).